# Girolamo Riario
Girolamo Riario, född 1443 i Savona, död 14 april 1488 i Forlì, var en italiensk adelsman. Han var befälhavare för de påvliga styrkorna och en av påve Sixtus IV:s nepoter. Riario var greve av Imola och senare Forlì. 
Riario tog 1478 del i Pazzikonspirationen mot familjen Medici. Om sammansvärjningen hade lyckats, skulle Riario ha blivit herre av Florens. Tio år senare, 1488, mördades Riario av två medlemmar av Orsi-familjen.

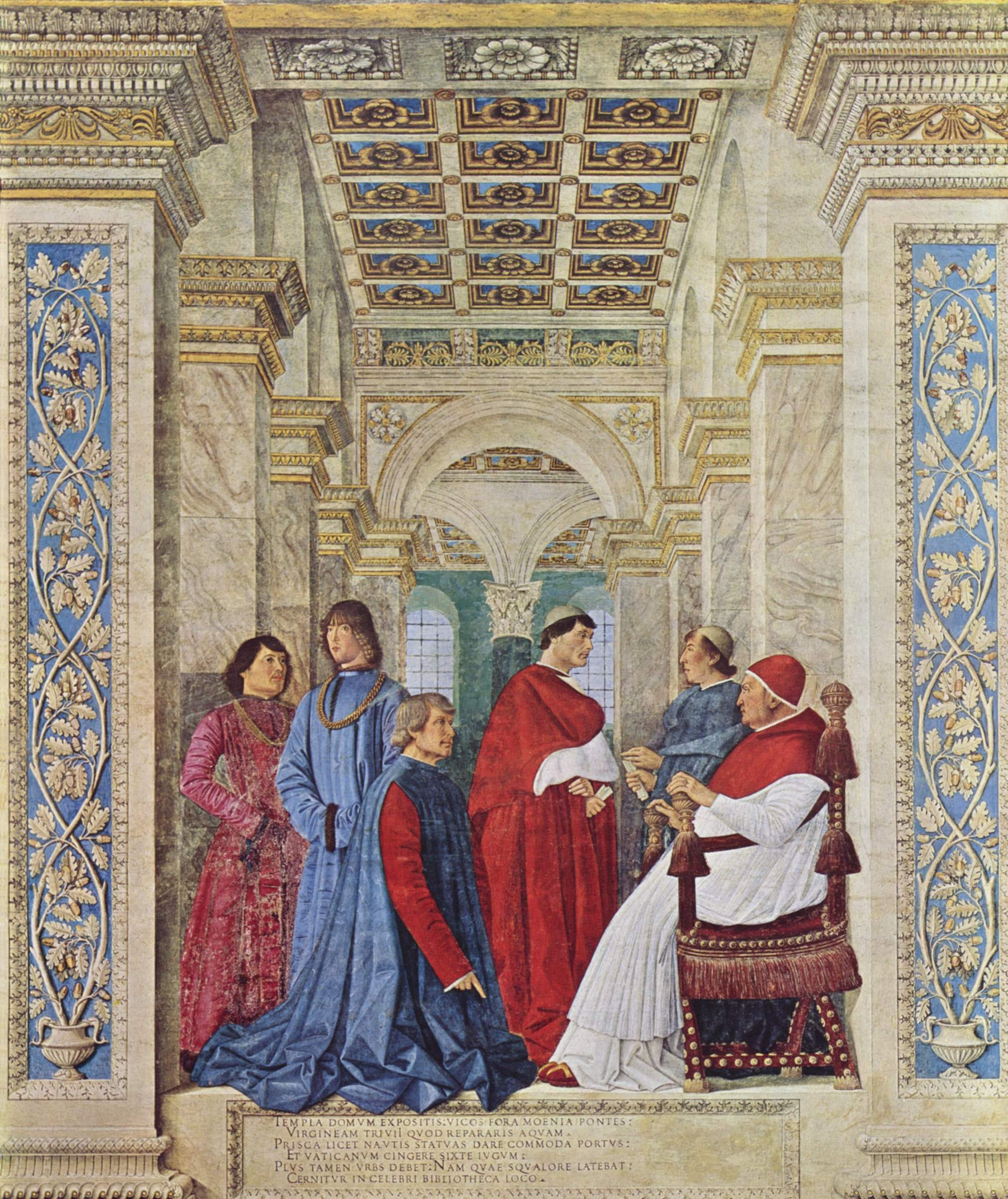
Sixtus IV utnämner Bartolomeo Platina till prefekt för Vatikanbiblioteket. Girolamo Riario är andre man från vänster. (Fresk utförd av Melozzo da Forlì år 1477.)